# John Opie

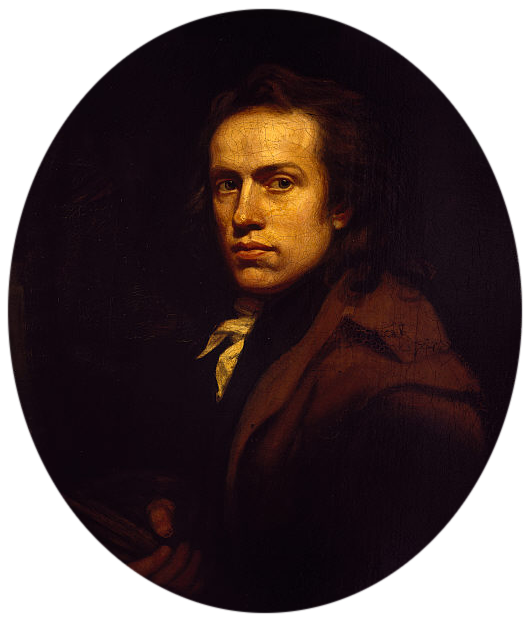
John Opie 1789.

John Opie, född 16 maj 1761 i Trevellas nära Truro, Cornwall, död 9 april 1807 i London, var en engelsk målare.
Opie, som var professor vid konstakademien i London, introducerades av sin välgörare Wolcot (skalden Peter Pindar, som han dock under en senare brytning dem emellan lär ha bistert satiriserat på en av sina tavlor) i den engelska huvudstaden och presenterades för Reynolds samt väckte betydligt uppseende redan vid sin första utställning i London 1782. Efter sin hembygd kallades han "the Cornish wonder". 
Opie målade mest historiska scener, såsom Rizzios död, Lady Grey inför Edvard VI med flera, eller scener ur Shakespeares dramer liksom illustrationer till Bibeln och utförde dessutom mindre stafflibilder, både genrestycken och landskap, och många porträtt, av vilka de manliga anses ha lyckats bäst. Han är representerad i Englands offentliga samlingar.